# Johannes Stumpf
Johannes Stumpf (Bruchsal, 1500-Zúrich, 1578) fue un topógrafo, historiador y teólogo suizo.

## Biografía
Nacido en Bruchsal, estudió en varias ciudades, Bruchsal, Estrasburgo y Heidelberg. En 1520 se unió a la Orden de los Caballeros de San Juan, que hizo que al año siguiente se fuera a Friburgo de Brisgovia. Se hizo sacerdote en Basilea y en 1522 fue nombrado tutor de Bubikon norte de Rapperswil. Participó en la Primera Guerra de Kappel en 1529.
En este mismo año, se casó con la primera de sus cuatro esposas, hija de Heinrich Brennwald, autor de un libro sobre la historia de Suiza. Stumpf siendo fiel a su pasión por la historia, se embarca en una extensa investigación, realizando varios viajes para recoger diversos relatos históricos. En 1544, se fue a Engelberg, posteriormente a Valais, lugar al que dedica gran parte de su estudio. Finalizó su trabajo alrededor del año 1546 y se publicó en 1548 en Zúrich en un gran folio de 934 páginas, titulado  Gemeiner loblicher Eydgnoschafft Stetten, Landen und Voelckeren Chronicks wirdiger thaaten Beschreybung. Un extracto titulado Schwyz Chronik fue publicado en 1554.
Cuando se convirtió al protestantismo, Stumpf llevó con él la mayor parte de sus seguidores. Fue pastor hasta 1543. Luego se radicó en Stammheim, donde continuó su trabajo, luego se retiró a Zúrich, donde fue nombrado burgués en 1548. Posteriormente tomó su jubilación y murió en 1576.